# Камбурлиевка
Камбурли́евка (укр. Камбурліївка) — село в Онуфриевской поселковой общине Александрийского района Кировоградской области Украины
До 2020 года входило в Онуфриевский район
Население по переписи 2001 года составляло 1229 человек. Почтовый индекс — 28113. Телефонный код — 5238. Код КОАТУУ — 3524682501.